# Bradypterus lopezi
Bradypterus lopezi е вид птица от семейство Locustellidae.

## Разпространение
Видът е разпространен в Ангола, Камерун, Демократична република Конго, Екваториална Гвинея, Кения, Малави, Мозамбик, Руанда, Танзания, Уганда и Замбия.